# Okręg wyborczy Sydney
Okręg wyborczy Sydney (ang. Division of Sydney) – jednomandatowy okręg wyborczy do Izby Reprezentantów Australii, czerpiący swoją nazwę od miasta Sydney, które z kolei zostało nazwane na cześć brytyjskiego polityka lorda Sydney. Okręg obejmuje w większości ścisłe centrum Sydney i został ustanowiony przed wyborami w 1969 roku. Przez cały okres swojego istnienia pozostaje bastionem Australijskiej Partii Pracy, która ani razu nie przegrała w nim wyborów.

## Lista posłów
| Okres urzędowania | Poseł           | Przynależność             |
| ----------------- | --------------- | ------------------------- |
| 1969–1975         | Jim Cope        | Australijska Partia Pracy |
| 1975–1983         | Les McMahon     | Australijska Partia Pracy |
| 1983–1998         | Peter Baldwin   | Australijska Partia Pracy |
| od 1998           | Tanya Plibersek | Australijska Partia Pracy |

Źródło: .